# نيكوس كيوربيدس
نيكوس كيوربيدس
(باليونانية: Νίκος Κυρπίδης)‏(بالإنجليزية: Nikos Kyrpides)‏ هو عالم البيولوجيا اليوناني الأمريكي الذي عمل على أصل الحياة، ومعالجة المعلومات، المعلوماتية الحيوية وعلم الأحياء المجهرية، علم الميتاجينوميات وعلم الميكروبات علم البيانات  وهو عالم كبير في مختبر بيركلي الوطني، رئيس برنامج بدائيات النوى الممتاز ويقود برنامج علوم بيانات الميكروبيوم في معهد الجينوم المشترك التابع لوزارة الطاقة الأمريكية.